# 강승희 (아나운서)
강승희(1987년 4월 16일 ~ )는 대한민국의 KBS경인 아나운서로, 2013년에 KBS충주 아나운서로 처음 입문했다.

## 경력
- 2013년[1] KBS 충주방송국 지역 아나운서 첫 입문하였다.
- 2016년 KBS 경인방송센터 지역 아나운서 이전하였다.

## 학력
- 경희대학교 주거환경학과 학사[2]